# Reynaldo de Barnaville

Escudo de armas de la casa de Altavilla.

Reynaldo de Barnaville fue el III conde de Geraci, hijo de Eliusa de Altavilla, II condesa de Geraci, y de su esposo Ruggero de Barnaville.

## Títulos
- III conde de Geraci.
- Señor de castronovo.
- Barón de Tussa.[4]

## Biografía
Reynaldo de Barnaville, obtuvo la investidura a la muerte de su madre, Eliusa de Altavilla, II condesa de Geraci. Su padre Ruggero de Barnaville murió antes, en la primera cruzada, el 15 de junio de 1098.
Perdió su investidura por felonía, pero enseguida recobró el título. Dice Malaterra:  Raynaldo nepoti comes Rogerius conciliantibus primorebus Giracium repetens concessi.
Hizo donación del convento de santa María de Palate, edificado en Tusa, al monasterio de Patti.
Murió sin dejar descendencia, por lo que le sucedió su hermana Rocca de Barnaville.

## Línea de sucesión en el condado de Geraci
| Predecesor: Eliusa de Altavilla | III Conde de Geraci | Sucesor: Rocca de Barnaville |